# Abraham Samuel Rettig
Pour les articles homonymes, voir Rettig.
Avraam Samuel Rettig fut chanteur d'opéra (baryton basse), acteur, chantre. D'origine juive, Abraham Samuel Rettig est né le 2 mars 1919 à Yavoriv en Pologne (aujourd'hui en Ukraine). En 1959-1969, il fut acteur du théâtre juif de Varsovie. Il est décédé à Berlin-Ouest le 8 janvier 1983 et a été enterré dans le cimetière juif de Spandau.

## Sa carrière artistique
Diplômé d'école de musique; il commence une carrière professionnelle en tant que soliste avec le Philharmonique de Lviv. Par la suite, il chantera dans les opéras de Kharkov, Kiev et Almaty.
À partir de 1959, il a vécu à Varsovie et a joué au théâtre national juif d'Ester Kaminska, alors sous la direction Ida Kaminska, entre 1959 et 1968 Il a joué dans onze pièces de théâtre et dans des films, a pris part à des concerts de la Société philharmonique de Varsovie et a effectué des tournées avec succès dans des pays d'Europe orientale et occidentale et en Israël.
En 1969, en raison de la campagne antisémite déclenchée en Pologne à partir de mars 1968, il s'installe à Berlin-Ouest. Jusqu'à sa mort, il est chantre de la synagogue orthodoxe Fraenkelufer dans le quartier berlinois de Kreuzberg.

### Sa carrière d'acteur
Ses principales prestations (sous le nom de Samuel Rettig) :
- 1967 : Mère courage et ses enfants de Bertolt Brecht ;
- 1966 : Sure Szejndł de Józef Latajner ;
- 1965 : Urodziłem się w Odessie (Je suis né à Odessa) de Isaak Babel ;
- 1965 : Pusta karczma (Di puste kretshme) de Hirschbeyn Perets ;
- 1964 : Wielka wygrana (Dos grojse gewins)  de Cholem Aleikhem ;
- 1962 : Pieśń ujdzie cało (poésies yiddish) ;
- 1962 : Bar-Kochba de Samuel (Shmuel) Hałkin ;
- 1961 : Samotny statek (Der ajnzame szif ) de Dłużnowski Mojżesz ;
- 1960 : Trzynaście beczek dukatów (Treize tonneaux de ducats) de Cholem Aleikhem ;
- 1960 : Grand-peur et misère du IIIe Reich de Bertolt Brecht ;
- 1959 : Zielone pola (Grine felder) de Hirschbeyn Perets.

## Discographie
- 1960 ? : Pieśni żydowskie (Chansons juives) Abraham Samuel Rettig, Sława Przybylska, Groupe instrumental J. Woźniak, Centralny Zespół Artystyczny Wojska Polskiego (Groupe artistique central de l'armée polonaise), sous la direction T. Ratkowwski, Label Polskie Nagrania référence L0362. Réédition Apple Music en 2009[2].
- 1960 ? : Jewish Songs. Ce disque vinyle comprend douze titres interprétés par trois chanteurs : Abraham Samuel Rettig, Ino Toper, Sława Przybylska. Label Polskie Nagrania Muza référence XL0163[3].
- 1964 : Z Albumu Piesni Zydowskich (De l'album des chansons juives). Ce disque vinyle comprend douze chansons chantées par Abraham Samuel Rettig. Label Polskie Nagrania Muza référence XL0181[4]. Le label Polydor a réédité ce disque en 1971[5].

Certaines chansons furent digitalisées dans plusieurs rééditions :
- Pieśni żydowskie (Chansons juives) Label Polskie Nagrania (2003). Ce disque comprend douze titres d'Abraham Samuel Rettig[6].